# Husaberg
Die Husaberg Motor AB war ein ursprünglich schwedischer, nun zur KTM Sportmotorcycles GmbH gehörender Hersteller von Enduro-Motorrädern mit Einzylinder-Zwei- und -Viertaktmotoren. Die Marke wurde 1988 von Ingenieuren der Husqvarna Motorcycles GmbH gegründet. Zum Jahresende 2013 wurde die Marke Husaberg durch Husqvarna ersetzt.

## Geschichte
Nachdem die Motorradsektion der Traditionsmarke Husqvarna 1987 von der italienischen Cagiva-Gruppe gekauft wurde, gründeten die in Schweden gebliebenen Ingenieure 1988 die Husaberg Motor AB. Die Maschinen hatten anfänglich den Ruf, ein besonders gutes Fahrwerk zu besitzen. Erstes Modell war die FE 501, mit der man noch im selben Jahr die Enduro-Europameisterschaft gewinnen konnte.
Der österreichische Motorradproduzent KTM hat Husaberg 1995 gekauft. Seit 2003 findet die Produktion am KTM-Stammsitz in Mattighofen statt. Die Entwicklungsabteilung ist nun ebenfalls in Österreich – nur mehr die Motorsportabteilung befindet sich in Schweden.
Im Modelljahr 2011 (im Juli 2010 vorgestellt) bot Husaberg erstmals in der 22-jährigen Unternehmensgeschichte Zweitakt-Modelle an.
Am 16. Mai 2013 kündigte der jetzige Eigentümer unter der Überschrift „Wir bringen zusammen, was zusammengehört“ an, die Marke Husaberg wieder mit der Marke Husqvarna zusammenzuführen. Damit endet die Geschichte von Husaberg. 
Das letzte Modelljahr war 2014. Seither heißen die Husaberg Modelle Husqvarna und beide sind damit wieder zu einer Marke verschmolzen.